# Yeşilyurt, Ondokuzmayıs
Yeşilyurt là một xã thuộc huyện Ondokuzmayıs, tỉnh Samsun, Thổ Nhĩ Kỳ. Dân số thời điểm năm 2010 là 439 người.